# Сатья
Сатья (санскр. सत्य) — правдивость. Понятие индийской философии, один из принципов ямы.
Сатья означает внутреннюю правдивость, честность во всем: (в мыслях, словах, поступках), непременное исполнение своих обещаний и обязанностей. 

## Аналог сатьи в христианстве
Заповедь «Не лжесвидетельствуй»

## Расплата за нарушение сатьи
Напраслина на других приводит к тому, что клевещут на клеветавшего. Неправда не с целью клеветы означает, что у лгущего кривое зеркало сознания. Злостные лжецы расплачиваются за долги сатьи психическими заболеваниями. Искупить сатью можно, например, восстанавливая справедливость, когда клевещут на людей.

## Сиддхи, обретаемые исполнением сатьи
Совершенный в сатье обладает ясновидением. Он знает прошлое, настоящее и будущее, видит других людей насквозь, помнит все свои жизни.